# Un tomb per la vida
Un tomb per la vida és un programa de televisió emès per TV3, conduit per Joaquim Maria Puyal en el qual convidava personatges de la vida social, cultural i política per repassar el seu testimoni històric. Es va emetre el primer programa el dimarts 14 de setembre de 1993 en horari de màxima audiència fins al 21 de juny de 1994, amb un total de quaranta-dues entregues. A la seva presentació Puyal va definir l'espai com un "programa" d'autor que es considerava una aposta per fer un viatge en directe a través de l'experiència d'un convidat que transmetia el seu llegat als telespectadors a través de la paraula. Va ser dirigit per Xavier Bosch. El seu director musical era Sergi Cutillas.
El convidat central es trobava amb els altres protagonistes de l'edició a El cau, una cocteleria que acollia el grup de persones disposades a fer una reflexió col·lectiva sobre l'ésser humà i la societat. Amb l'arribada del convidat principal a El cau, començaven els quatre blocs en què s'estructurava el programa, tot i que el seu format era obert i susceptible de modificacions en funció de la conversa que es desenvolupés, del personatge convidat i de les intervencions del públic present al local i dels telespectadors.
Entre els convidats del programa s'hi van trobar Raimon Pàniker, que va ser el primer, Manuel Vázquez Montalbán, Johan Cruyff, Judit Mascó, Oriol Bohigues, Miquel Calçada, monsenyor Deig, Lluís Llach, Anna Veiga, Josep Guardiola i Sala, Júlia Otero, Quim Monzó, Jaume Perich, Terenci Moix, Raimon, Josep Maria Flotats, el Màgic Andreu, Victòria dels Àngels i Guillermina Motta. També va convidar persones anònimes com la monja Catalina Tarrats i l'intern Andrés Torrijos. El programa va aconseguir bones audiències sent líder en molts programes.
La música principal era una versió instrumental de Send in the Clowns. Es va publicar un disc amb algunes cançons utilitzades al programa amb el títol "Un tomb per la música".